# Єгермейстер (лікер)
Єґермайстер (нім. Jägermeister — старший єґер) — популярний німецький міцний лікер, настояний на травах, міцністю 35 %. Належить до категорії бітерів.

## Опис
Рецепт лікеру був створений Куртом Мастом в 1934 році. Лікер спочатку був розроблений як лікарський засіб для поліпшення травлення. Назву напою дав творець лікеру Курт Маст. Власне поняття Єгермайстер — «старший єгер» — існує багато століть. Курт Маст був завзятим мисливцем, тому і була вибрана така назва для нового продукту.
У 1934 році Імперський лісничий Німеччини Герман Герінг випустив закон про правила полювання на території Рейха і проголосив себе «Старшим мисливцем». На основі цього солдати вермахту називали цей напій «шнапсом Герінга».
Випускається з 1935 року компанією «Mast-Jägermeister AG», розташованою в місті Вольфенбюттель (земля Нижня Саксонія). З 1970-х років експортується в десятки країн світу; в США став популярний завдяки маркетингової кампанії за участю хеві-метал гуртів «Metallica», «Slayer». У Фінляндії — «Nightwish», «HIM», «Stam1na», «Kotiteollisuus». У Норвегії напій рекламують "Trollfest, "Pantheon I, "1349. Зараз «Jägermeister» є спонсором концертних турів таких альтернативних метал-гуртів як «Hemlock», «Dog Fashion Disco» та «8mm Overdose». Також з 1970-х років «Jägermeister» є спонсором різних європейських автогонок, в тому числі «Формули-1», «DTM» та інших.
Лікер отримують шляхом мацерації 56 компонентів — рослин (в тому числі лакриці) та їхнього коріння, шкірок (точний склад тримають у секреті) — і 12-місячної витримки, 6 місяців з них — у дубових бочках . Всупереч чуткам, лікер не містить крові оленів.
На етикетці пляшки з лікером зображений олень з хрестом між рогами, який за легендою привидівся святому Губерту, покровителю мисливців. Етикетка обрамлена віршом німецького письменника та лісника Оскара фон Різенталя.
Єгермайстер вживають охолодженим в чистому вигляді залпом (як діжестів) або в коктейлях.
В Україні просування напою здійснює зокрема агенція Sasquatch Digital.

## Згадка в художніх творах
Лікеру присвячена пісня гурту «Inkubus-Sukkubus» (альбом "The Beast with Two Backs), де напій поетично іменують найсолодшою кров'ю з пантів оленя.
Напою присвячена також ціла пісня гурту «Trollfest».